# La Dame de Saïgon
La Dame de Saïgon ist ein französischer Dokumentarfilm aus dem Jahr 1998. Regie führte Jocelyne Saab.

## Inhalt
La Dame de Saïgon porträtiert die vietnamesische Ärztin und Widerstandskämpferin Dương Quỳnh Hoa. Der Dokumentarfilm beginnt in Ho-Chi-Minh-Stadt, wo Dương Quỳnh Hoa aus ihrem Leben erzählt. Die aus einer wohlhabenden Familie der vietnamesischen Oberschicht stammende Dương Quỳnh Hoa studierte in Paris Medizin und kehrte nach dem Abschluss des Studiums nach Vietnam zurück. Zunächst verkehrte sie in Kreisen der Elite, schloss sich aber 1960 der Nationalen Front zur Befreiung Südvietnams (Vietcong) an. Ab 1968 lebte sie im Dschungel und arbeitete als Ärztin für die Vietcong. Nach dem Ende des Krieges wurde sie Direktorin eines Kinderkrankenhauses und entwickelte sich zur Regimekritikerin.
Der Film begleitet Dương Quỳnh Hoa zusammen mit ihrem Mann und dessen Adoptivtochter auf einem Bootsausflug auf das Land. Dort zeigt Dương Quỳnh Hoa dem Filmteam ihr Krankenhaus und berichtet von der Schwierigkeit ärztlicher Versorgung in Vietnam. Sie kritisiert, dass auf dem Land in Vietnam immer noch Armut vorherrscht, unter der vor allem die Frauen leiden. Die Gleichberechtigung sei ihrer Einschätzung nach nur unter den Angehörigen der Elite erreicht worden, nicht jedoch bei der einfachen Bevölkerung, die noch immer sehr patriarchalisch organisiert ist.
Es werden immer wieder historische Aufnahmen aus der Zeit des Vietnamkriegs eingeblendet und dokumentiert. Der Film endet wieder in Ho-Chi-Minh-Stadt, wo Dương Quỳnh Hoa von ihrer Studienzeit in Paris erzählt. Als sich dort ein Franzose in sie verliebt hatte, konnte sie keine Beziehung mit ihm eingehen, denn ihre Familie wollte einen vietnamesischen Mann für sie. Ihr vietnamesischer Mann erzählt von der jahrzehntelangen gegenseitigen Liebe zu seiner Frau.